# Франциск
Францѝск (на латински: Franciscus PP.), с рождено име Хо̀рхе Ма̀рио Берго̀лио (на испански: Jorge Mario Bergoglio), е 266-ият папа на Римокатолическата църква от 13 март 2013 г. до смъртта си на 21 април 2025 г.
Той е първият папа от Новия свят, първият папа йезуит и първият папа неевропеец от 1200 години след сириеца Григорий III, управлявал между 731 и 741 г.
Франциск умира на 88-годишна възраст рано сутринта на 21 април 2025 г. Последната му публична изява е ден по-рано, на Великденска неделя.

## Биография
Роден е в Буенос Айрес на 17 декември 1936 г. и е най-големият от петте деца в семейството. Баща му, Марио Хорхе, е емигрант, пристигнал в Аржентина от региона Пиемонт в Италия. Работил е като железопътен работник и се е грижил за влакови релси. Хорхе Марио има магистърска степен по химия от Университета на Буенос Айрес и получава диплома за химик-технолог. Правил е експерименти в химическа лаборатория в отдел по храни. Учи в семинарията Вилия-Девото в Буенос Айрес. Встъпва в ордена на йезуитите на 11 март 1958 г. Берголио отива в Чили и учи хуманитарни науки, след това продължава образованието си в колежа „Свети Йосиф“ в Буенос Айрес, където получава диплома по философия. Преподава литература, философия, психология и теология в три католически университета. Освен испански, владее свободно немски и италиански език, както и английски, френски и португалски с известни трудности.

### Йезуит
На 13 декември 1969 г. е ръкоположен за свещеник от Рамон Хосе Кастелано, титулярен архиепископ на Йомниум. Назначен е за професор в теологическия факултет в колежа Сан Мигел в аржентинската столица. През седемдесетте години заема различни постове в йезуитския орден в Аржентина.
Ръководството на йезуитския орден, впечатлено от лидерските навици на Хорхе Марио, в края на краищата повишава Берголио. През 1980 г. е назначен за ректор на своята алма-матер – семинарията Свети Йосиф. Заема тази длъжност до 1986 г. След това в Германия завършва своята докторска дисертация и се връща в родината си като изповедник и духовен директор на Кордовската архиепископия, където негов непосредствен началник е Раул Примаеста.

### Епископ
На 20 май 1993 г. го назначават за помощник-епископ на Буенос Айрес с титла титулярен епископ на Ауки. Ръкоположен е за епископ на 27 юни 1992 г. в катедралната църква на Буенос Айрес от архиепископа на Буенос Айрес кардинал Антонио Кварасино. Когато става ясно, че кардинал Кварасино скоро ще почине, Берголио на 3 юни 1997 г. е назначен за коадютор (съуправител, епископ с право на наследство на епархия) на Буенос Айрес.
Той добре изпълнява задълженията на кардинал Кварасино, и когато той умира на 28 февруари 1998 г., го наследява като нов архиепископ на Буенос Айрес. На 6 ноември 1998 година е назначен за началник на ординариата за верните на източния обред в Аржентина. Папа Йоан Павел II го издига за кардинал на консисторията от 21 февруари 2001 г. във Ватикана.

### Кардинал
Като кардинал Берголио е назначен на няколко административни поста в Римската курия. Той е член на Конгрегацията по делата на духовенството, Конгрегацията по богослужение и дисциплина на тайнствата, Конгрегация за институтите за богопосветен живот и обществата за апостолически живот. Берголио също става член на Комисията по Латинска Америка и Папския съвет по делата на семейството.
Кардинал Берголио е известен с лична скромност, доктринален консерватизъм и преданост на делата на социалната справедливост. Води изключително обикновен живот, което му носи репутация на добър и набожен човек. Живее в малка квартира, която не напомня за архиепископски дворец, отказва официалната лимузина с шофьор и се вози с градския транспорт и си готви сам.
На 15 април 2005 г. адвокат по правата на човека възбужда обвинение към Берголио, обвинявайки го в сговор с хунтата от 1976 г. Обвиненията са, че е предал йезуитски свещеници. На 17 март 2013 г. аржентинският съдия Херман Кастели, занимавал се с разглеждането на това дело, в интервю за вестник „La Nacion“ казва, че „заявлението за това, че (римският папа) Хорхе Берголио е предал тези свещеници, е пълна лъжа. Ние сме анализирали, изслушали тази версия, погледнахме на очевидните факти и стигнахме до извода, че неговите действия в този случай не са на юридически съучастник. Ако беше обратното, ние бихме го заявили.“

### Папабил
След смъртта на римския папа Йоан Павел II Берголио е извикан във Ватикана за участие в конклава като кардинал-избирател. Въпреки че Берголио е разглеждан като папабил, конклавът избира за нов папа кардинал Йозеф Ратцингер, приел името Бенедикт XVI. През септември 2005 анонимен дневник (чиято автентичност се оспорва) на един от участвалите кардинали в конклава сочи именно Берголио като основен съперник на Ратцингер. По данните от документа на третия балотаж Берголио получава цели 40 гласа, но на четвъртия и решаващ получава едва 26 гласа.
През периода на Синода на епископите през 2005 година е избран за член на подсинодалния съвет. На 8 ноември 2005 година оглавява Епископската конференция на Аржентина за тригодишен срок (2005 – 2008). За него гласува преобладаващо мнозинство от аржентинските епископи, което само потвърждава неговото лидерство в страната и международния му престиж, получен в конклава.
На конклава през 2013 година, свикан след папската оставка на Бенедикт XVI, също влиза като папабил (сред много други претенденти) и този път е избран.

## Понтификат
Избран е за римски папа на 13 март 2013 година и приема името Франциск (лат. Franciscus) в чест на свети Франциск Асизки. За пръв път в историята на папството се използва това име и става едва вторият папа от новото време (след Йоан Павел I), приел неизползвано дотогава име. Франциск става първият папа от Новия свят и първия папа йезуит.
За свой девиз Франциск избира думите „Miserando atque eligendo“ (на български: Помилван и после избран), стихове 9 – 13 глава 9 Евангелие от Матей и 21 проповед на Беда Достопочтени, който обяснява фразата така: „Не се стреми към земни вещи, не искай ефимерни изгоди, избягвай дребните почести, с охота приемай цялото презрение на света, бъди полезен за всички, обичай оскърблението и на никого от тях не заплащай, с търпение преглътни получените обиди, винаги слави Троицата и никога – себе си...“ Тези думи имат голямо значение за Франциск, тъй като докато е на 17 години след изповед почувствал божието милосърдие и разбира, че е призван да стане свещеник.
Интронизацията на папа Франциск е проведена на 19 март 2013 година.
Става първият папа от повече от век, който отказва да се настани в луксозния папски апартамент в Апостолическия дворец, а предпочита да остане в двустайния си апартамент. Освен с личната си скромност, папата се заема и с реформи на папските институции – назначава Батиста Марио Салваторе Рика за управител на Института по религиозните дела (официално име на т.нар. Ватиканска банка) и обещава по-голяма прозрачност в институцията, замесена в няколко скандала с пране на пари. Обявява се и за един наболял въпрос във Ватикана – сексуалните престъпления над деца. Затяга законодателството спрямо блудство над малолетни и с декрет обновява дефиницията за понятието "престъпление срещу малолетни”, включвайки детска проституция, порнография и сексуални отношения с деца.
През юли 2013 папа Франциск посещава Бразилия.
През 2014 списание „Форчън“ обявява папа Франциск за най-влиятелния световен лидер, поради реформите във Ватикана и положителното лице, което дава на Църквата. В същата класация президентът на САЩ Барак Обама не присъства.
През май 2019 папа Франциск посещава София и град Раковски в България и Скопие в Северна Македония.

## Отношение по социални и религиозни въпроси

### Хомосексуалност
Той решително се обявява против закона, въведен през 2010 година от правителството на Аржентина и разрешаващ еднополовите бракове. В писмо към манастира в Буенос Айрес той пише:
| „ | Хайде да не бъдем наивни, ние говорим не просто за политическа борба. Това е разрушителна претенция против Божия план. Ние говорим не за обикновен законопроект, а по-скоро за машинации, които стремят да объркат и излъжат Божиите чада. | “ |

Той също настоява, че осиновяването на деца от гей двойки е дискриминация в отношенията спрямо децата. Това предизвиква отговор от президента на Аржентина Кристина Фернандес де Киршнер, която заявява, че тона на църквата напомня за „Средновековието и инквизицията“.
През юни 2013 г. обаче заявява, че гейовете не бива да се заклеймяват от обществото и казва: „Ако човек е хомосексуален, търси Господ и има добри намерения, кой съм аз да го съдя?“.

### Аборт и евтаназия
Кардинал Берголио призовава духовенството и миряните да се обединят против аборта и евтаназията.

### Войната в Сирия
Папа Франциск твърдо се обявява против евентуален военен удар в Сирия. Заедно със 100 хиляди души на площад „Свети Петър“ в Рим папата е на четиричасово бдение за мир в арабската държава. Франциск обявява, че не бива да се допуска една братоубийствена война, целяща печалба от продажба на оръжия. По-късно пише в Twitter
| „ | Искаме в нашето общество, разкъсано от разделения и конфликти, да се възцари мирът. Никога вече война! Никога вече война! | “ |

Обявява се и за спиране на гражданската война в „любимата му Сирия“. Отправя апел към похитителите за повече хуманност и да бъдат освободени всички пленници в Сирия, като обещава на семействата им, че ще се моли за тях.

## Критики
Редица журналисти и политици (Хорацио Вербицки, Хенри Сейр, Хулио Барбаро) заявяват, че папа Франциск е привърженик на перонизма. Вербицки също така предполага, че по време на учителската си кариера Хорхе Берголио е бил свързан с „Желязната гвардия“ (Guardia de Hierro), нелегална организация на крайни перонисти, чиято цел е връщането на сваления президент на власт.
През 2016 г. е критикуван от известния православен богослов Алексей Илич Осипов.[ неясно? ]
Той е критикуван също за инцидент от декември 2019 г., когато отива на площада „Свети Петър“ във Ватикана, за да разгледа поставените там коледни ясли и да общува с вярващи, жена от тълпата го хваща за ръката и го дърпа рязко. Франциск реагира, като възмутено я удря по ръката. Тези кадри се разпространяват в медиите и социалните мрежи и предизвикват негативна реакция. На 31 декември 2019 г. папата публично иска прошка по време на традиционна проповед за „загуба на търпение“.

## Личен живот и интересни факти
- Учи в едно училище със знаменития футболист Алфредо ди Стефано.
- Първата му работа е като охрана в нощен клуб в Буенос Айрес докато е студент. Работил е и като чистач.[4][17]
- Той е почитател на аржентинския футболен отбор „Сан Лоренцо де Алмагро“ от Буенос Айрес. През 2008 година става официален член на клуба.
- След като италиански младеж му изпраща писмо по един от кардиналите му, папа Франциск му се обажда лично с думите „Обажда се папа Франциск“. Папата моли момчето да се обръща към него на „ти“.[18]
- На 23 март 2013 г. се състои единствената документирана среща на двама папи в историята. Настоящият папа Франциск се среща в Кастел Гандолфо с римския почетен папа Бенедикт XVI. Двамата разговарят около час, а самият Франциск казва, че с Бенедикт „са братя“.[19]
- През септември 2013 г. италиански фермер прави в нивата си „портрет“ на папа Франциск, използвайки само трактор. Над портрета му е поставен надпис „Любовта те прави свободен“.[20]

## Здравословни проблеми и смърт
На 14 февруари 2025 г. папа Франциск е приет в болница заради бронхит и прекарва 5 седмици в лечение заради инфекция, която предизвиква двустранна пневмония. На 23 март е изписан от болницата. На Великден, 20 април 2025 г. за последен път се появява на Свети Петър (площад) във Ватикана.
Умира в ранните часове на 21 април 2025 г. от инсулт и последвала необратима сърдечна недостатъчност, съобщава Ватикана в изявление.
Погребението се състои на 26 април, като по негово желание Франциск е погребан в базиликата Санта Мария Маджоре в Рим.

## Награди
- Командор на веригата на Националния орден на Кондор от Андите (Еквадор, 8 юли 2015 г.)
- Орден за заслуги „Отец Луис Еспинални лагери“ (Еквадор, 8 юли 2015 г.)
- Международна награда Карл Велики (Германия, 2016 г.)
- Орден на усмивката (Полша, 2016 г.).